# Limnephilus solidus
Limnephilus solidus is een schietmot uit de familie Limnephilidae. De soort komt voor in het Neotropisch en het Nearctisch gebied.